# Холминська селищна рада
Холминська се́лищна ра́да — адміністративно-територіальна одиниця та орган місцевого самоврядування в Корюківському районі Чернігівської області. Адміністративний центр — селище міського типу Холми.

## Загальні відомості
Холминська селищна рада утворена у 1957 році.
- Територія ради: 93,952 км²
- Населення ради: 3 439 осіб (станом на 2001 рік)

## Населені пункти
Селищній раді підпорядковані населені пункти:
- смт Холми
- с. Кучугури
- с. Олешня
- с. Ченчики

## Склад ради
Рада складається з 20 депутатів та голови.
- Голова ради: Дорошко Микола Олексійович
- Секретар ради: Буткова Людмила Олександрівна

### Керівний склад попередніх скликань
| Прізвище, ім'я, по батькові | Основні відомості                                                        | Дата обрання | Дата звільнення |
| --------------------------- | ------------------------------------------------------------------------ | ------------ | --------------- |
| Сидорець Володимир Петрович | Селищний голова, 1950 року народження, безпартійний                      | 26.03.2006   | 31.10.2010      |
| Дорошко Микола Олексійович  | Селищний голова, 1961 року народження, освіта вища, член Партії регіонів | 31.10.2010   | 31.10.2015      |

Примітка: таблиця складена за даними сайту Верховної Ради України

### Депутати
За результатами місцевих виборів 2010 року депутатами ради стали:

#### За суб'єктами висування
| Суб'єкт висування            | Кількість обраних депутатів | %  |
| ---------------------------- | --------------------------- | -- |
| Партія регіонів              | 12                          | 60 |
| Народна партія               | 5                           | 25 |
| Самовисування                | 2                           | 10 |
| Соціалістична партія України | 1                           | 5  |

#### За округами
| № округу                     | Прізвище, ім'я, по батькові    | Дата визнання обраним | Освіта             | Партійна приналежність             | Відомості про обраного депутата                            |
| ---------------------------- | ------------------------------ | --------------------- | ------------------ | ---------------------------------- | ---------------------------------------------------------- |
| Народна Партія               |                                |                       |                    |                                    |                                                            |
| 11                           | Проява Олександр Володимирович | 01.11.2010            | вища               | член Народної партії               | Холминське лісове господарство, головний лісничий          |
| 14                           | Гузь Іван Павлович             | 01.11.2010            | вища               | член Народної партії               | Холминський спиртозавод, головний інженер                  |
| 17                           | Кубрак Олена Василівна         | 01.11.2010            | середня спеціальна | член Народної партії               | Холминське лісове господарство, інспектор кадрів           |
| 18                           | Кострома Любов Володимирівна   | 01.11.2010            | вища               | член Народної партії               | Холминський спиртозавод, лаборант                          |
| 19                           | Лисенко Анатолій Григорович    | 01.11.2010            | середня спеціальна | член Народної партії               | Холминське лісове господарство, інспектор охорони праці    |
| Партія регіонів              |                                |                       |                    |                                    |                                                            |
| 1                            | Сотник Валентина Миколаївна    | 01.11.2010            | середня спеціальна | член Партії регіонів               | Холминський територіальний центр, комірник                 |
| 3                            | Бишок Валентина Іванівна       | 01.11.2010            | середня спеціальна | член Партії регіонів               | тимчасово не працює                                        |
| 4                            | Буткова Людмила Олександрівна  | 01.11.2010            | вища               | член Партії регіонів               | Холминська загальноосвітня школа І-ІІІ ст., вчитель        |
| 5                            | Ворона Микола Олексійович      | 01.11.2010            | вища               | член Партії регіонів               | Холминський БТДЮ, керівник гуртків                         |
| 6                            | Баклажко Віра Михайлівна       | 01.11.2010            | середня спеціальна | член Партії регіонів               | Холминський територіальний центр, завідувачка              |
| 7                            | Кукуюк Леонід Іванович         | 01.11.2010            | вища               | член Партії регіонів               | пенсіонер                                                  |
| 8                            | Турас Ольга Петрівна           | 01.11.2010            | середня спеціальна | член Партії регіонів               | Холминське споживче товариство, завідувачка                |
| 9                            | Дорошко Світлана Володимирівна | 01.11.2010            | вища               | член Партії регіонів               | приватне підприємство, продавець                           |
| 10                           | Максимова Лілія Миколаївна     | 01.11.2010            | середня спеціальна | член Партії регіонів               | Холминський дитячий садок, завідувачка                     |
| 13                           | Геращенко Ніна Олексіївна      | 01.11.2010            | середня спеціальна | член Партії регіонів               | філія РТПЦ, сторож                                         |
| 16                           | Литвин Лідія Михайлівна        | 01.11.2010            | середня спеціальна | член Партії регіонів               | Холминський будинок культури, директор                     |
| 20                           | Кулик Любов Кирилівна          | 01.11.2010            | вища               | член Партії регіонів               | Холминська селищна рада, секретар виконкому                |
| Соціалістична партія України |                                |                       |                    |                                    |                                                            |
| 2                            | Шеремет Тамара Іванівна        | 01.11.2010            | середня спеціальна | член Соціалістичної партії України | філія банку № 3060/01Державний ощадний банк України, касир |
| Самовисування                |                                |                       |                    |                                    |                                                            |
| 12                           | Семикоз Віктор Васильович      | 01.11.2010            | середня спеціальна | член Народної партії               | Холминський спиртозавод, зав гаражем                       |
| 15                           | Кобець Ганна Павлівна          | 01.11.2010            | середня спеціальна | член Народної партії               | Холминський спиртозавод, завскладом                        |